# Lac Shikotsu
Le lac Shikotsu (支笏湖, Shikotsu-ko) est un lac du Japon situé à Chitose sur l'île de Hokkaidō. Il fait partie du parc national de Shikotsu-Tōya qui comprend le mont Morappu.

## Caractéristiques
Le lac a une profondeur moyenne de 265 mètres et sa profondeur maximale est de 363 mètres. Cela fait de lui le second lac le plus profond du Japon après le lac Tazawa. C'est le huitième lac du pays par sa superficie. Il est le second lac de cratère du Japon par sa superficie après le lac Kussharo. Le lac est entouré de montagnes : le mont Eniwa au nord, le mont Fuppushi et le mont Tarumae au sud.
De par sa profondeur, le volume du lac Shikotsu est égal aux 3/4 de celui du lac Biwa (le plus grand lac du Japon) alors que sa surface n'est que de 1/9 de celui-ci.
La superficie du lac est de 78,4 km2. La superficie du bassin versant est de 223 km2.
Les affluents du lacs sont les rivières Bifue, Okotanpe, Ninaru et Furenai. La rivière Chitose est le principal cours d'eau qui sort du lac.
Le saumon qui a été introduit dans le lac en 1895 y est le principal poisson pêché.